# كأس الملك (إسبانيا)
كأس الملك (بالإسبانية: Copa del Rey) هي بطولة الكأس السنوية لكرة القدم في إسبانيا. تُعرف البطولة محلياً باسم الكأس (بالإسبانية: La Copa)، وسابقاً باسم كأس إسبانيا (بالإسبانية: Copa de España). واسمها الكامل هو (بالإسبانية: ICampeonato de España – Copa de Su Majestad El Rey Don Juan Carlos I) والتي تعني (بطولة إسبانيا - كأس جلالة الملك دون خوان كارلوس الأول)، إشارة إلى الملك السابق لإسبانيا، خوان كارلوس الأول. تأسست البطولة في سنة 1903. وتُنظم من قبل الاتحاد الملكي الإسباني لكرة القدم. يعتبر نادي برشلونة هو الأكثر فوزاً بالكأس برصيد 32 لقبًا، يليه أتلتيك بيلباو برصيد 24 لقباً.

## التاريخ
بدأت البطولة في عام 1903 بعد اقتراحٍ من كارلوس بادروس الذي ترأس نادي ريال مدريد فيما بعد، اقترح تأسيس بطولة بمُناسبة الاحتفال بتتويج ألفونسو الثالث عشر، حيث لُعبت خمسة أندية في البطولة الأولى باسم كأس دي لا كورونيسيون وهي نادي برشلونة، ونيو فوتبول دي مدريد وفيزكايا دي بلباو وريال مدريد ونادي إسبانيول، حيث انتصر نادي فيزكايا دي بلباو في النهائي على نادي برشلونة بنتيجة 2-1. مع العلم بأن هذا الموسم لم يعترف به الاتحاد الإسباني لكرة القدم بأنه من ضمن بطولة كأس الملك ويُعتبر من ضمن بطولة كأس التتويج الذي يعتبرها الاتحاد بطولة رسمية.

## نظام البطولة
- يشارك 116 فريقاً في القرعة الأساسية.
- تتأهل 7 فرق من الدرجة الثانية بالقرعة إلى الدور الثاني، في حين تشارك باقي الفرق في الدرجة الثانية والثالثة في الدور الأول – ذهاباً وإياباً- ، بحيث يتم خفض عدد الأندية في بطولة كأس ملك إسبانيا من 83 إلى 65.
- يتم التصفية من جديد في الدور الثاني والثالث ما بين فريق الدرجة الثانية والثالثة، بحيث يبقى في بطولة كأس ملك اسبانيا، 32 فريقاً.
- تنضم فرق الدرجة الأولى إلى الدور الرابع، ويبدأ دور الـ 32، ثم يكون دور الـ 16 فالـ 8 إلى نصف النهائي، ثم المباراة النهائية.
- تم تعديل النظام من بطولة 2019–20 لتصبح كل المباريات في كأس ملك اسبانيا، بنظام مباراة واحدة (خروج المغلوب) في كل الأدوار الإقصائية ما عدا دور نصف النهائي، ثم تكون المباراة النهائية في ملعب يتم اختياره بالتنسيق بين الناديين المتنافسين والاتحاد الإسباني.
- تم استحداث مكان إقامة المباراة بعدما أصبحت تلعب مباراة واحدة في الدور الإقصائي وهو أن تلعب المباراة في ملعب الفريق ذو الدرجة الأدنى وإذا كان الفريقين من نفس الدرجة تكون المباراة في ملعب الفريق الذي يحل كطرف أول في القرعة.

## أرقام قياسية
- أكثر عدد من المباريات الملعوبة:  أندوني زوبيزاريتا 104 مباراة
- اللاعب الحاصل على أكبر عدد من الألقاب:  جيرارد بيكيه (7 ألقاب في 15 موسم)،  سيرجيو بوسكيتس  (7 ألقاب في 15 موسم)،  ليونيل ميسي (7 ألقاب في 16 موسم)،  بيرو غينسا (7 ألقاب في 19 موسم)
- هداف المسابقة:  تيلمو زارا (81 هدف في 74 مباراة)
- أكبر عدد من النهائيات الملعوبة:  سيرجيو بوسكيتس (10 في 15 موسم)،  ليونيل ميسي (10 في 16 موسم)
- أكبر عدد من الأهداف في مباراة واحدة: ريال مورسيا 14-0 سييزا بروميساس (في 10سبتمبر 1992)
- أكثر الفرق تحقيقاً للقب: برشلونة (32 مرة)
- أكثر الفرق تحقيقاً للوصافة: ريال مدريد (21 مرة)
- أكثر الفرق وصولاً للنهائي: برشلونة (43 مرة)

## سجل الأبطال
| النادي                  | الفوز | الوصافة | سنوات الفوز | سنوات الوصافة |
| ----------------------- | ----- | ------- | --- | --- |
| برشلونة                 | 32    | 11      | 1910، 1912، 1913، 1920، 1922، 1925، 1926، 1928، 1942، 1951، 1952، 1953، 1957، 1959، 1963، 1968، 1971، 1978، 1981، 1983، 1988، 1990، 1997، 1998، 2009، 2012، 2015، 2016، 2017، 2018، 2021، 2025 | 1919، 1932، 1936، 1954، 1974، 1984، 1986، 1996، 2011، 2014، 2019                                                             |
| أتلتيك بيلباو           | 24    | 16      | 1903، 1904، 1910، 1911، 1914، 1915، 1916، 1921، 1923، 1930، 1931، 1932، 1933، 1943، 1944، 1945، 1950، 1955، 1956، 1958، 1969، 1973، 1984، 2024                                                 | 1905، 1906، 1913، 1920، 1942، 1949، 1953، 1966، 1967، 1977، 1985، 2009، 2012، 2015، 2020، 2021                               |
| ريال مدريد              | 20    | 21      | 1905، 1906، 1907، 1908، 1917، 1934، 1936، 1946، 1947، 1962، 1970، 1974، 1975، 1980، 1982، 1989، 1993، 2011، 2014، 2023                                                                         | 1903، 1916، 1918، 1924، 1929، 1930، 1933، 1940، 1943، 1958، 1960، 1961، 1968، 1979، 1983، 1990، 1992، 2002، 2004، 2013، 2025 |
| أتلتيكو مدريد           | 10    | 9       | 1960، 1961، 1965، 1972، 1976، 1985، 1991، 1992، 1996، 2013 | 1921، 1926، 1956، 1964، 1975، 1987، 1999، 2000، 2010                                                                         |
| فالنسيا                 | 8     | 10      | 1941، 1949، 1954، 1967، 1979، 1999، 2008، 2019 | 1934، 1944، 1945، 1946، 1952، 1970، 1971، 1972، 1995، 2022                                                                   |
| ريال سرقسطة             | 6     | 5       | 1964، 1966، 1986، 1994، 2001، 2004 | 1963، 1965، 1976، 1993، 2006                                                                                                 |
| إشبيلية                 | 5     | 4       | 1935، 1939، 1948، 2007، 2010 | 1955، 1962، 2016، 2018 |
| إسبانيول برشلونة        | 4     | 5       | 1929، 1940، 2000، 2006 | 1911، 1915، 1941، 1947، 1957                                                                                                 |
| ريال يونيون             | 4     | 1       | 1913، 1918، 1924، 1927 | 1922 |
| ريال سوسيداد            | 3     | 5       | 1909، 1987، 2020 | 1910، 1913، 1928، 1951، 1988                                                                                                 |
| ريال بيتيس              | 3     | 2       | 1977، 2005، 2022 | 1931، 1997 |
| ديبورتيفو لاكورونيا     | 2     | 0       | 1995، 2002 | – |
| أريناس غوتكسو           | 1     | 3       | 1919 | 1917، 1925، 1927 |
| ريال مايوركا            | 1     | 3       | 2003 | 1991، 1998، 2024 |
| سيلتا فيغو              | 0     | 3       | – | 1948، 1994، 2001 |
| إسبانيول مدريد          | 0     | 3       | – | 1904، 1909، 1910 |
| خيتافي                  | 0     | 2       | – | 2007، 2008 |
| ريال بلد الوليد         | 0     | 2       | – | 1950، 1989 |
| ريال سبورتينغ خيخون     | 0     | 2       | – | 1981، 1982 |
| أوساسونا                | 0     | 2       | – | 2005، 2023 |
| ديبورتيفو ألافيس        | 0     | 1       | – | 2017 |
| ريكرياتيفو              | 0     | 1       | – | 2003 |
| ريال مدريد كاستيا       | 0     | 1       | – | 1980 |
| لاس بالماس              | 0     | 1       | – | 1978 |
| كاستييون                | 0     | 1       | – | 1973 |
| إلتشي                   | 0     | 1       | – | 1969 |
| غرناطة                  | 0     | 1       | – | 1959 |
| راسينغ فيرول            | 0     | 1       | – | 1939 |
| ساباديل                 | 0     | 1       | – | 1935 |
| نادي أوروبا             | 0     | 1       | – | 1923 |
| إسبانيا دي برشلونة      | 0     | 1       | – | 1914 |
| ريال سوسيداد جيمناستيكا | 0     | 1       | – | 1912 |
| ريال فيغو سبورتينغ      | 0     | 1       | – | 1908 |
| فيزكايا                 | 0     | 1       | – | 1907 |